# Синодзука, Иппэй
Иппэй Синодзука (яп. 篠塚 一平; 20 марта 1995, Абико, Япония) — российский и японский футболист, игравший на позиции полузащитника.

## Биография

### Ранние годы
Родился 20 марта 1995 в японском городе Касива. Его отец был японцем, а мать русская. Сразу после рождения Синодзука вместе с родителями переехал в США, однако через пять лет семья вернулась в Японию. Футболом начал заниматься в возрасте 9 лет. Первой командой был японский любительский клуб «Хаябуса».

### Карьера в России
В 2011 году, после землетрясения в Японии, Синодзука переехал в Москву к бабушке по материнской линии. Пробовал себя в нескольких футбольных школах, в итоге выбрал «Чертаново». Летом 2012 года подписал контракт с московским «Спартаком», где выступал за молодёжную команду.
4 августа 2013 года в составе «Спартака-2» дебютировал в ПФЛ, выйдя на замену на 74-й минуте вместо Дениса Давыдова. 5 сентября 2014 года принял участие в матче-открытии стадиона «Открытие Арена», в котором появился на поле на 76-й минуте встречи. Всего в составе «Спартака-2» сыграл в 45 матчах и забил 3 гола, выступая как в ФНЛ, так и в ПФЛ.
По окончании сезона 2016/2017 покинул «Спартак» в качестве свободного агента. Клуб решил не продлевать контракт с футболистом.

### «Иокогама Ф. Маринос»
3 августа 2017 года перешёл в клуб японской Джей-лиги «Иокогама Ф. Маринос». 23 сентября в матче с «Ванфоре Кофу» (2:3) дебютировал в чемпионате Японии, выйдя на замену на 72-й минуте матча вместо Манабу Сайто. В первом же матче отметился забитым голом.

## Достижения
«Спартак-2» (Москва)
- Победитель Первенства ПФЛ: 2014/15 (зона «Запад»)